# Tylis

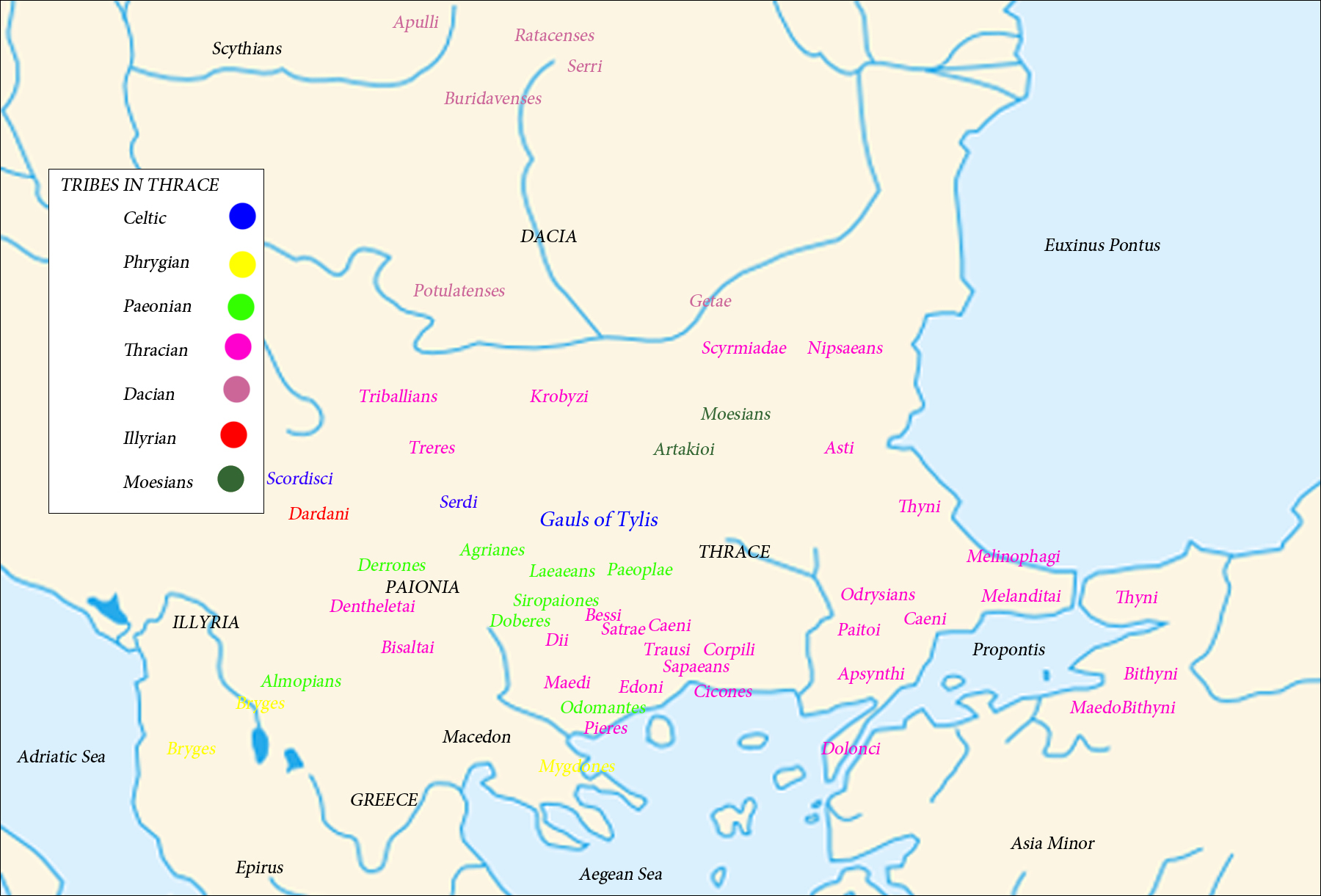
Stammen in Thracië en de Kelten van Tylis

Tylis (Grieks: Τύλις) was de hoofdstad van een staat in Thracië, genoemd door Polybius Tylis lag aan de oostelijke rand van het Haemusgebergte, in wat nu Bulgarije is.
Tylis werd gesticht door Kelten onder leiding van Comontorios toen ze Griekenland en Thracië binnenvielen. In 279 v.Chr. werden deze Kelten echter verslagen door Antigonos II Gonatas in de slag bij Lysimachus. In 277 v.Chr., toen de Kelten na de verloren veldslag terug landinwaarts waren getrokken, stichtten zij Tylis. De Kelten die niet in Thracië bleven, staken de Bosporus over en kwamen in Anatolië bekend te staan als Galatiërs.
Tylis werd in 212 v.Chr. verwoest door de Thraciërs.